# Лучанська сільська рада (Таращанський район)
| Лучанська сільська рада — колишній орган місцевого самоврядування у Таращанському районі Київської області з адміністративним центром у с. Лука. Сільській раді підпорядковані населені пункти: - с. Лука |

## Склад ради
Рада складалася з 15 депутатів та голови.

### Керівний склад ради
| ПІБ                        | Основні відомості                                                         | Дата обрання | Дата звільнення |
| -------------------------- | ------------------------------------------------------------------------- | ------------ | --------------- |
| Бондаренко Ольга Василівна | Сільський голова, 1961 року народження, освіта                            | 26.03.2006   | 31.10.2010      |
| Ботвин Сергій Іванович     | Сільський голова, 1958 року народження, освіта вища, член Партії регіонів | 31.10.2010   |                 |

Примітка: таблиця складена за даними джерела